# 레지스탕스

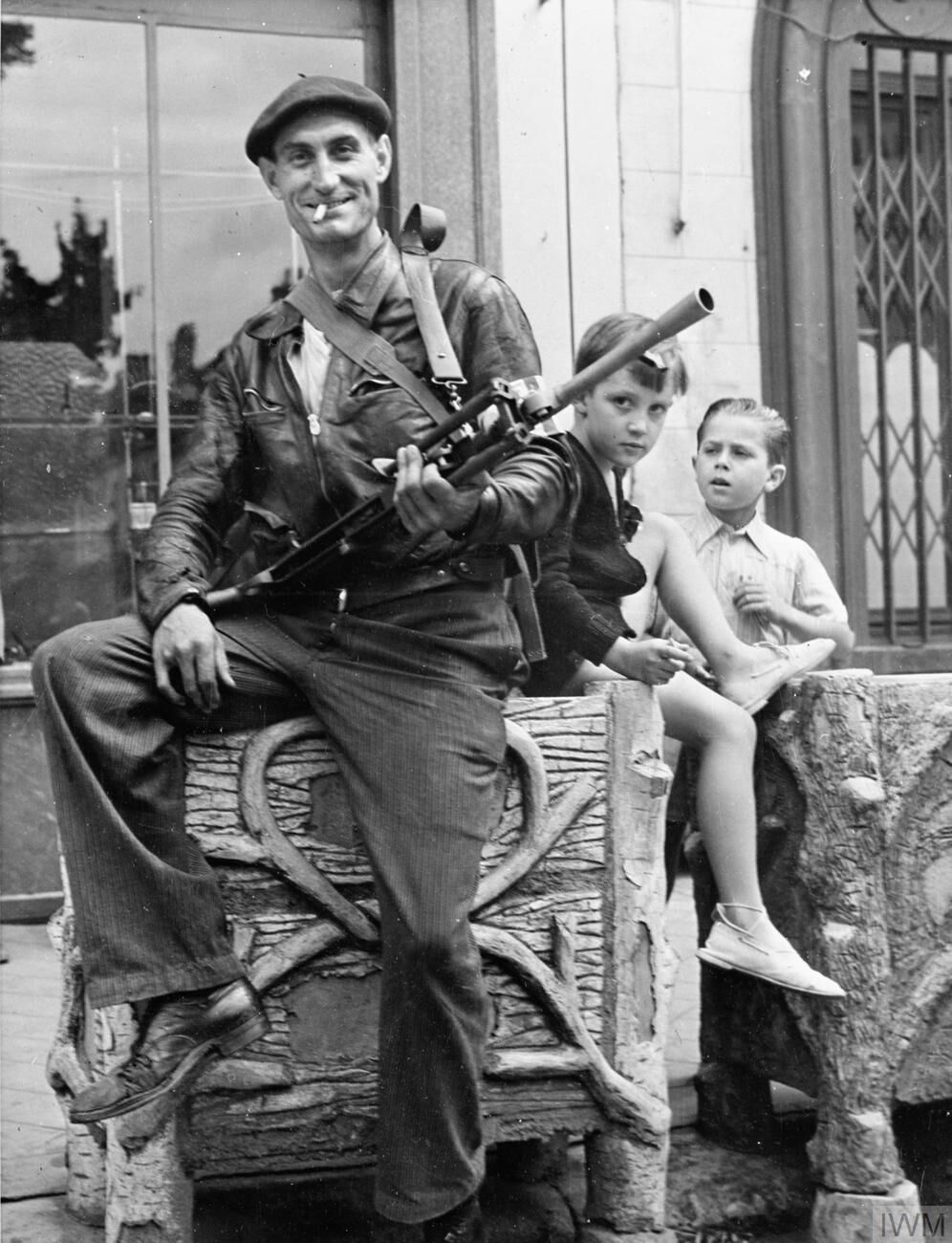
1944년 브렌건을 들고 2명의 소년들을 보호하고
있는 FFI 대원

레지스탕스(프랑스어: La Résistance)는 프랑스어로 ‘저항’이라는 뜻으로, 넓은 의미로는 독재나 탄압에 대한 저항행위를 일컫는다. 좁은 의미로는 제2차 세계 대전 당시 나치 독일에 대한 프랑스 시민들의 저항운동(French Resistance)을 의미한다.

## 개요
역사적으로 볼 때 제2차 세계대전에서 유래되었고 포괄적인 뜻으로는 파시즘(영어: Fascism)에 저항하는 시민군을 가리키며, 좁은 뜻으로는 프랑스인민의 비시 프랑스 정권에 대한 저항운동을 가리킨다. 즉, 제2차 세계대전 중 나치 독일에 의하여 점령된 프랑스, 덴마크, 노르웨이, 네덜란드, 유고슬라비아, 그리스, 폴란드 등의 유럽국가에서 일어난 비정규 저항운동을 주로 의미하고 있다. 원래는 독일이 폴란드를 침공하고 벨기에를 점령, 후에 프랑스를 공격하면서 독일군이 프랑스 본토 내부로 들어오자 정부는 시민들로 구성된 저항군을 편성하여 기타 교외지역에서 독일군을 맞아 대항하기 위해 만든 하나의 민병대였으나, 독일이 프랑스를 점령하고 비시 프랑스 정부를 세우면서 레지스탕스의 주역은 비시 프랑스에 반대하는 반-나치주의자가 주축이 되었다. 당시 레지스탕스의 주요 세력은 프랑스 레지스탕스였는데 엄밀히 말해 이 프랑스 레지스탕스는 자유 프랑스의 군대와는 구별이 되며 임시정부 역할을 하여 정규군의 자격으로 영국군과 함께 전투에 참전한 자유 프랑스의 군대와 달리 프랑스 레지스탕스의 경우는 실질적인 지도자격 단체가 드골의 자유 프랑스가 아닌 프랑스 공산당이었으며, 일부는 드골을 신봉하였으나 대부분 반-드골주의적이며 비정규 게릴라 전술을 주 전술로 채택하였다.
각국의 레지스탕스는 각 지역에서 전투를 수행중인 연합군에게 큰 기여를 했는데 특히 프랑스 레지스탕스의 활동이 제일 높게 평가된다. 그 이유는 기존 프랑스의 사회주의 세력과 드골계의 우익세력이 일치단결, 협력하여 광범위 한 조직을 만들었기 때문이다. 1944년 6월 연합군의 프랑스 공격 신호를 받고 때에 맞춰 비시 프랑스와 독일 내부에 큰 봉기를 감행하였으며, 이 때문에 연합군에 대응하는 독일군의 허를 찔러 그들의 사기를 꺾었다. 또한 프랑스 공화국 정부의 뿌리는 이 프랑스 레지스탕스를 기반으로 두기 때문에 현재로써는 프랑스 레지스탕스만한 저항 활동을 한 타국의 레지스탕스는 거의 없다고 볼 수 있다.

## 주요 활동
프랑스 레지스탕스의 본격적인 활동은 1940년 6월 프랑스의 페탱 정부가 독일군에 의해 항복한 사건이 있음 직후 1944년 6월까지 활발히 진행되었다.
- 초반기(1940년 ~ 1941년) 
 페탱 원수가 독일에게 항복을 하고부터 프랑스 레지스탕스의 주요 세력이었던 자크 뒤클로가 이끄는 프랑스 공산당까지 그 의지를 상실하였으나 프랑스 육군 기갑부대 지휘관으로 있었던 드골 장군이 1940년 6월 18일 밤에 런던에서 라디오를 통해 비시 프랑스 내부에 있던 국민들에게 항전을 호소하였다. 또한 비시 프랑스 내 언론 기관이었던 프랑시스크 게이의 사회주의 신문사에서 반-나치운동을 선전하였고 이 때문에 프랑스 국민들은 자유 프랑스의 존재 여부를 알았고 본격적인 항전 태세에 돌입한다.
- 중반기(1941년 ~ 1942년) 
 독소전 개시 후 프랑스 레지스탕스의 활동은 활발해졌다. 1940년 말기에서 1941년 초반까지 레지스탕스 운동에 소극적이었던 프랑스 공산당의 행동이 개시된 것이다. 프랑스 공산당의 주요 주축 세력으로 있던 프랑스 레지스탕스는 최전방에 나서 독일군 고위층 암살, 군사시설 파괴, 보급물품 약탈등을 적극적으로 전개하였다. 이 활동을 활발하게 했었던 정치인이었던 장 물랭은 후에 드골의 자유 프랑스 군대와 밀접한 관계를 맺고 동맹을 더욱이 확고히 다지게 된다.
- 후반기(1942년 ~ 1944년) 
 마침내 1943년 5월에 전국 저항 평의회가 결성된다. 이 전국 저항 평의회는 기존의 프랑스 공산당의 프랑스 레지스탕스인 프랑스 인민해방군 뿐만 아니라 드골의 자유 프랑스 군대도 다수 참가하였다. 이로 인해 드골의 지휘력은 급상승했고 한편으로 비시 프랑스내에 있던 국민들에게도 저항의지를 심어주게 된다. 그간 특별한 용기를 가진 결사단원이 주축을 이뤘던 프랑스 레지스탕스는 평의회가 결성된 후 더욱 더 대중적인 저항운동이 되었다. 한편, 노동력의 부족으로 고생을 하던 독일은 비시 프랑스 내의 프랑스인을 강제징용하여 노동력을 채웠고 이 때문에 노동장에서 빠져나온 다수의 프랑스인들이 레지스탕스에 참여하게 되었다.

1943년 중반에 들어서 레지스탕스의 수는 약 10만명에 달하게 되었다. 이 때부터 프랑스 레지스탕스는 프랑스 국내군(프랑스어: FFI:Forces Françaises de I’Intérieur)이라는 이름으로 통합되었다. 이들은 드골의 휘하 장군인 케니그의 지휘에 따라 행동대를 갖추었다. 1944년 6월 6일 연합군의 노르망디 상륙 작전을 신호로 하여 FFI를 중심으로 한 전국적인 무장봉기가 감행되었다. 이리하여 변절자였던 페탱 원수가 총독으로 있던 비시 프랑스 정부는 전복되었고, 1944년 9월 프랑스 공화국 임시정부가 파리에 수립되었다. 그 외 타국인 그리스, 노르웨이, 폴란드에서도 그 국가의 공산당이 이끄는 레지스탕스의 봉기가 심화되었으며 이는 독일이 패전한 주 된 원인이 되었다.

## 계파 세력
레지스탕스 운동의 주요 세력은 대부분 공산주의 또는 사회주의 세력이었다. 왜냐하면 레지스탕스 운동이란 본래 독일과 같은 파시즘, 나치즘을 표방하던 국가에 의해 침략을 받아 국가를 잃은 나라에서 발생한 저항운동이었기 때문이다. 또한 레지스탕스 세력 중에서 제일 컸고 레지스탕스 운동의 지도자 격이었던 프랑스 레지스탕스의 경우 1943년 5월 이전 까지는 사실상 반-드골주의적인 단체였다. 왜냐하면 드골은 프랑스 공산당과 다른 우익, 보수파에 속했었고 반공주의자였기 때문이다. 그 때문에 프랑스 공산당이 주축이 된 프랑스 레지스탕스에서는 드골의 크지 않은 지시를 중요하게 생각하지 않았다. 프랑스 공화국 정부가 세워진 후 약 1950년대 후반 동안 프랑스 공산당은 제1 야당, 제2 야당을 버금가는 의회 의석수를 차지했는데 그 이유는 레지스탕스의 주요 세력이 프랑스 공산당이었기 때문이다. 그 때문에 민족주의적인 관점과 사회주의적인 관점에서의 모든 장점을 얻게되었고 결국 1969년까지 프랑스 공산당이 프랑스 공화국에서 영향력을 줄 수 있게 되는 결정적 요인이었다. 그러나 이후 프랑스 공산당은 소비에트 사회주의 공화국 연방의 민주주의 탄압에 대해 온화한 입장을 보이므로 큰 비판을 받게되고 점점 쇠퇴한다.

## 같이 보기
- 비더슈탄트
- 자유 프랑스
- 샤를 드골
- 자크 뒤클로
- 제2차 세계대전
- 프랑스 공산당
- 프랑스
- 파르티잔
- 나치